# Josef Suk (violinista)

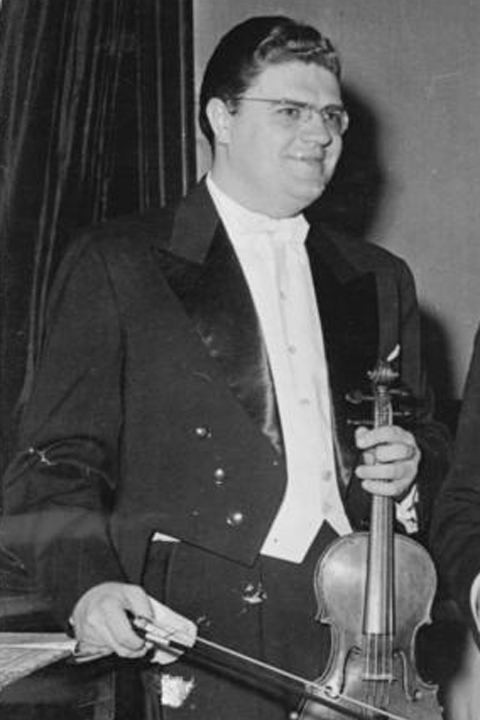
Josef Suk nel 1957

Josef Suk (Praga, 8 agosto 1929 – Praga, 6 luglio 2011) è stato un violinista e violista ceco.

## Biografia
Josef Suk fu nipote del compositore e violinista Josef Suk (1874-1935) e pronipote del compositore Antonín Dvořák. Nel 1935 Suk iniziò gli studi di violino con il padre. Dall’anno successivo studiò con Jaroslav Kocián (1883-1950) al conservatorio di Praga. Nelle vesti di bambino prodigio si esibì in pubblico per la prima volta a Praga nel 1940. Dopo aver interrotto per diversi anni i suoi studi violinistici li riprese regolarmente al Conservatorio di Praga con Norbert Kubáta e con Karel Šnebergra. All'età di diciotto anni (1947) riprese anche a studiare con Kocián. Dopo la morte di quest’ultimo avvenuta nel 1950, completò gli studi all’Accademia di Musica con Marie Hlouňová e Alexandr Plocek dal 1951 al 1953. 
Prima di intraprendere la carriera di solista prese parte a diverse formazioni cameristiche; negli anni 1950-52 fu primo violino del Quartetto di Praga. Nel 1951 fondò il Suk Trio (dal nome di suo nonno Josef Suk), insieme a Jiří Hubička (pianoforte) e Saša Večtomov (violoncello) . Nel 1951 Suk iniziò a collaborare con due artisti internazionali: il pianista statunitense Julius Katchen e il violoncellista ungherese János Starker. Fu insignito del titolo di Artista meritevole e dal 1977 quello di Artista nazionale.
Dal 1979 al 1986 è stato professore all'Accademia di Musica, delle arti e dello spettacolo di Vienna. Fu attivo anche come violista; registrò la Sinfonia Concertante di Mozart (suonando entrambe le parti di violino e viola), e collaborò spesso con il Quartetto Smetana, in qualità di seconda viola. 
Nel 2002 fu insignito dell’Ordine Nazionale della Legione d'Onore. 
Suk utilizzò diversi violini: il violino Antonio Stradivari “Duc de Camposelice” (1710), il violino Stradivari “Libon” (1729) e il violino Giuseppe Guarneri del Gesù “Prince d'Orange” (1744). 
Si ritirò da ogni attività pubblica nel 2004. Suk è morto il 6 luglio 2011 all'età di 81 anni.